# Oberleitungsbus Landshut
| \| \| \| Wolfgangsiedlung, Eichenstraße \| \| \| \| \| Weidenweg \| \| \| \| \| Ulmenweg \| \| \| \| \| Wolfgangschule \| \| \| \| \| Flurstraße \| \| \| \| \| Altdorfer Straße \| \| \| \| \| Hauptbahnhof \| \| \| \| \| Pfettrach \| \| \| \| \| Ludmillastraße \| \| \| \| \| Kennedyplatz \| \| \| \| \| Bismarckplatz \| \| \| \| \| Kleine Isar \| \| \| \| \| Zweibrückenstraße \| \| \| \| \| Große Isar \| \| \| \| \| Altstadt \| \| \| \| \| \| \| \| \| \| Obere Altstadt \| \| \| \| \| Grätzberg \| \| \| \| \| Achdorf \| \| \| \| \| Neustadt \| \| \| \| \| Regierungsplatz \| \| \| \| \| Maximilianstraße \| \| \| \| \| Amtsgericht \| \| \| \| \| Hauptfriedhof \| \| \| \| \| Herzog-Georg-Platz \| \| \| \| \| Konrad-Adenauer-Straße \| \| \| \| \| Schönbrunn \| \| |  |                                |                                |
| U-Bahn-Kopfbahnhof Streckenanfang (Strecke außer Betrieb) |  | Wolfgangsiedlung, Eichenstraße | Wolfgangsiedlung, Eichenstraße |
| U-Bahn-Haltepunkt / Haltestelle (Strecke außer Betrieb) |  | Weidenweg                      | Weidenweg                      |
| U-Bahn-Haltepunkt / Haltestelle (Strecke außer Betrieb) |  | Ulmenweg                       | Ulmenweg                       |
| U-Bahn-Haltepunkt / Haltestelle (Strecke außer Betrieb) |  | Wolfgangschule                 | Wolfgangschule                 |
| U-Bahn-Haltepunkt / Haltestelle (Strecke außer Betrieb) |  | Flurstraße                     | Flurstraße                     |
| U-Bahn-Haltepunkt / Haltestelle (Strecke außer Betrieb) |  | Altdorfer Straße               | Altdorfer Straße               |
| U-Bahn-Bahnhof (Strecke außer Betrieb) |  | Hauptbahnhof                   | Hauptbahnhof                   |
| U-Bahn-Brücke über Wasserlauf (Strecke außer Betrieb) |  | Pfettrach                      | Pfettrach                      |
| U-Bahn-Haltepunkt / Haltestelle (Strecke außer Betrieb) |  | Ludmillastraße                 | Ludmillastraße                 |
| U-Bahn-Haltepunkt / Haltestelle (Strecke außer Betrieb) |  | Kennedyplatz                   | Kennedyplatz                   |
| U-Bahn-Haltepunkt / Haltestelle (Strecke außer Betrieb) |  | Bismarckplatz                  | Bismarckplatz                  |
| U-Bahn-Brücke über Wasserlauf (Strecke außer Betrieb) |  | Kleine Isar                    | Kleine Isar                    |
| U-Bahn-Haltepunkt / Haltestelle (Strecke außer Betrieb) |  | Zweibrückenstraße              | Zweibrückenstraße              |
| U-Bahn-Brücke über Wasserlauf (Strecke außer Betrieb) |  | Große Isar                     | Große Isar                     |
| U-Bahn-Bahnhof (Strecke außer Betrieb) |  | Altstadt                       | Altstadt                       |
| U-Bahn-Strecke von links (außer Betrieb) · U-Bahn-Abzweig geradeaus und nach rechts (Strecke außer Betrieb) |  |                                |                                |
| U-Bahn-Haltepunkt / Haltestelle (Strecke außer Betrieb) · U-Bahn-Strecke (außer Betrieb) |  | Obere Altstadt                 | Obere Altstadt                 |
| U-Bahn-Haltepunkt / Haltestelle (Strecke außer Betrieb) · U-Bahn-Strecke (außer Betrieb) |  | Grätzberg                      | Grätzberg                      |
| U-Bahn-Kopfbahnhof Streckenende (Strecke außer Betrieb) · U-Bahn-Strecke (außer Betrieb) |  | Achdorf                        | Achdorf                        |
| U-Bahn-Haltepunkt / Haltestelle (Strecke außer Betrieb) |  | Neustadt                       | Neustadt                       |
| U-Bahn-Haltepunkt / Haltestelle (Strecke außer Betrieb) |  | Regierungsplatz                | Regierungsplatz                |
| U-Bahn-Haltepunkt / Haltestelle (Strecke außer Betrieb) |  | Maximilianstraße               | Maximilianstraße               |
| U-Bahn-Haltepunkt / Haltestelle (Strecke außer Betrieb) |  | Amtsgericht                    | Amtsgericht                    |
| U-Bahn-Haltepunkt / Haltestelle (Strecke außer Betrieb) |  | Hauptfriedhof                  | Hauptfriedhof                  |
| U-Bahn-Haltepunkt / Haltestelle (Strecke außer Betrieb) |  | Herzog-Georg-Platz             | Herzog-Georg-Platz             |
| U-Bahn-Haltepunkt / Haltestelle (Strecke außer Betrieb) |  | Konrad-Adenauer-Straße         | Konrad-Adenauer-Straße         |
| U-Bahn-Kopfbahnhof Streckenende (Strecke außer Betrieb) |  | Schönbrunn                     | Schönbrunn                     |

Der Oberleitungsbus Landshut war das Oberleitungsbus-System der bayerischen Stadt Landshut. 

## Geschichte
Der Landshuter Oberleitungsbus bestand vom 27. November 1948 bis zum 22. Mai 1966 und wurde von den Städtischen Verkehrsbetrieben Landshut betrieben, die heute unter Stadtwerke Landshut firmieren. Er war der Nachfolger der Straßenbahn Landshut, die von 1902 bis 1945 verkehrte und nach dem Zweiten Weltkrieg nicht mehr instand gesetzt wurde. Der Oberleitungsbus wurde nach seiner Stilllegung seinerseits durch Omnibusse ersetzt. Das Netz bestand aus folgenden drei Linien:
| 1 | Hauptbahnhof – Achdorf        | 15-Minuten-Takt |
| 2 | Wolfgangsiedlung – Achdorf    | 20-Minuten-Takt |
| 3 | Wolfgangsiedlung – Schönbrunn | 30-Minuten-Takt |

Die Endstelle Achdorf entspricht der heutigen Haltestelle Kupfereck, die Endstelle Schönbrunn lag bei der heutigen Haltestelle Alte Kaserne. Untergebracht waren die Fahrzeuge anfangs im alten Straßenbahndepot in der Schulstraße, ehe 1959/1960 in der Niedermayerstraße nahe der Endstelle Schönbrunn ein neuer Oberleitungsbus- und Omnibusbetriebshof in Betrieb ging. Auch nach Ende des regulären Obus-Verkehrs setzten die Stadtwerke die elektrischen Fahrzeuge noch einige Wochen lang zwischen Hauptbahnhof und Schönbrunn zur Verstärkung der Omnibuslinien ein, bis genügend Omnibusse zur Verfügung standen. Als endgültiges Einstellungsdatum ist der 1. Juli 1966 überliefert.

## Fahrzeuge
Dem Oberleitungsbus Landshut standen zwölf Solowagen zur Verfügung:
| Nummer  | Hersteller                 | Elektrik | Baujahr |
| ------- | -------------------------- | -------- | ------- |
| 1 / 101 | Krauss-Maffei / Rathgeber  | BBC      | 1948    |
| 2 / 102 | Henschel / Wegmann         | SSW      | 1948    |
| 3 / 103 | Henschel / Wegmann         | SSW      | 1948    |
| 4 / 104 | Henschel / Wegmann         | SSW      | 1948    |
| 5 / 105 | Henschel / Wegmann         | SSW      | 1948    |
| 106     | MAN                        | SSW      | 1949    |
| 107     | Krauss-Maffei / Kässbohrer | BBC      | 1950    |
| 108     | MAN / Kässbohrer           | BBC      | 1954    |
| 109     | MAN / Kässbohrer           | BBC      | 1954    |
| 110     | MAN / Kässbohrer           | SSW      | 1953    |
| 111     | MAN / Kässbohrer           | SSW      | 1953    |
| 112     | MAN / Kässbohrer           | SSW      | 1953    |

Die Wagen 110 bis 112 wurden dabei 1960 gebraucht vom Oberleitungsbus Heilbronn übernommen, wo sie die Nummern 210 bis 212 trugen. Zusätzlich existierten drei ebenfalls 1949 von Rathgeber hergestellte Anhänger mit den Nummern 21 bis 23.